# مارسيلو مابيريا
مارسيلو مابيريا (بالبرتغالية: Marcelo Mabilia‏) (31 أكتوبر 1972 في بورتو أليغري في البرازيل – )؛ هو لاعب كرة قدم سابق كان يلعب كمهاجم.

## وصلات خارجية
- مارسيلو مابيريا على موقع رابطة كرة القدم اليابانية للمحترفين (اليابانية)
- مارسيلو مابيريا على موقع قاعدة بيانات كرة القدم.إي يو (الإنجليزية)
- مارسيلو مابيريا على موقع Soccerway.com (الإنجليزية)
- مارسيلو مابيريا على موقع عالم كرة القدم.نت (الإنجليزية)